# حوض شناور

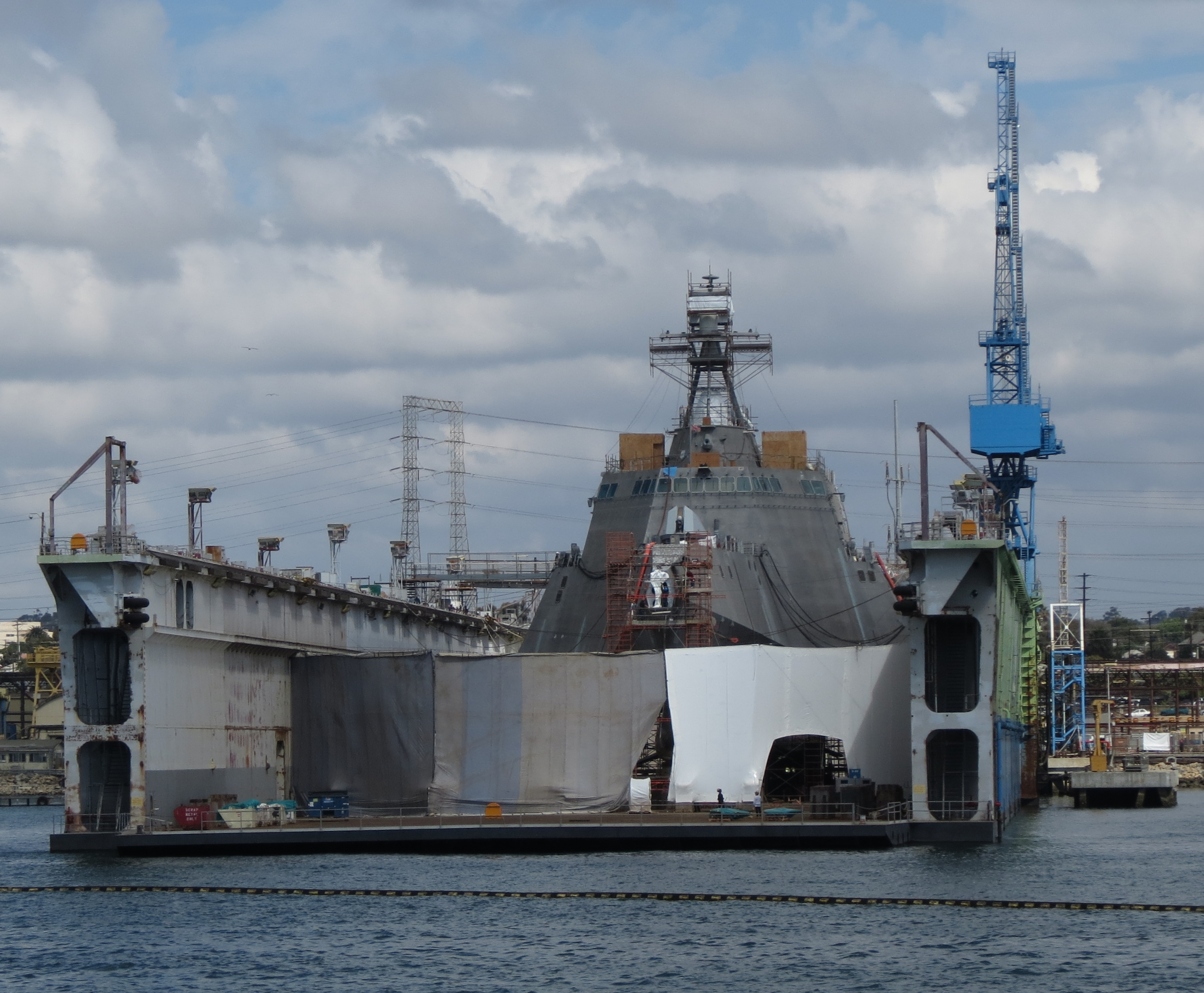
یک ناوچه نیروی دریایی آمریکا در حوض شناور

حوض شناور کشتی باریکی است به شکل حوض که می‌تواند پر آب و سپس بارگیری شود. پس از آن حوض تخلیه می‌شود و آنچه بارگیری شده (کشتی یا زیردریایی) بر سکوی خشک باقی می‌ماند. این وسیله برای تعمیران و به آب اندازی وسایل دریایی کاربرد دارد.

## نگارخانه

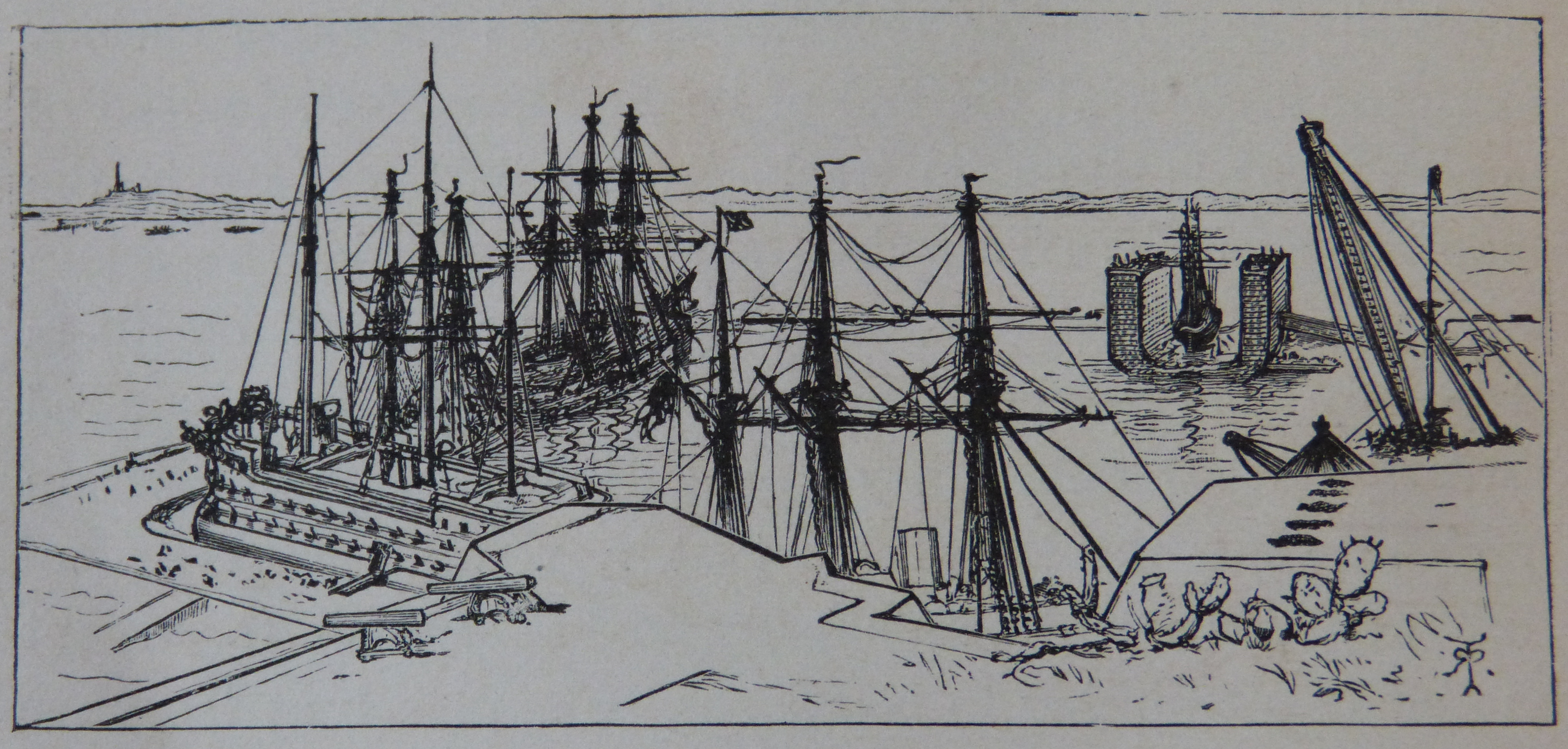
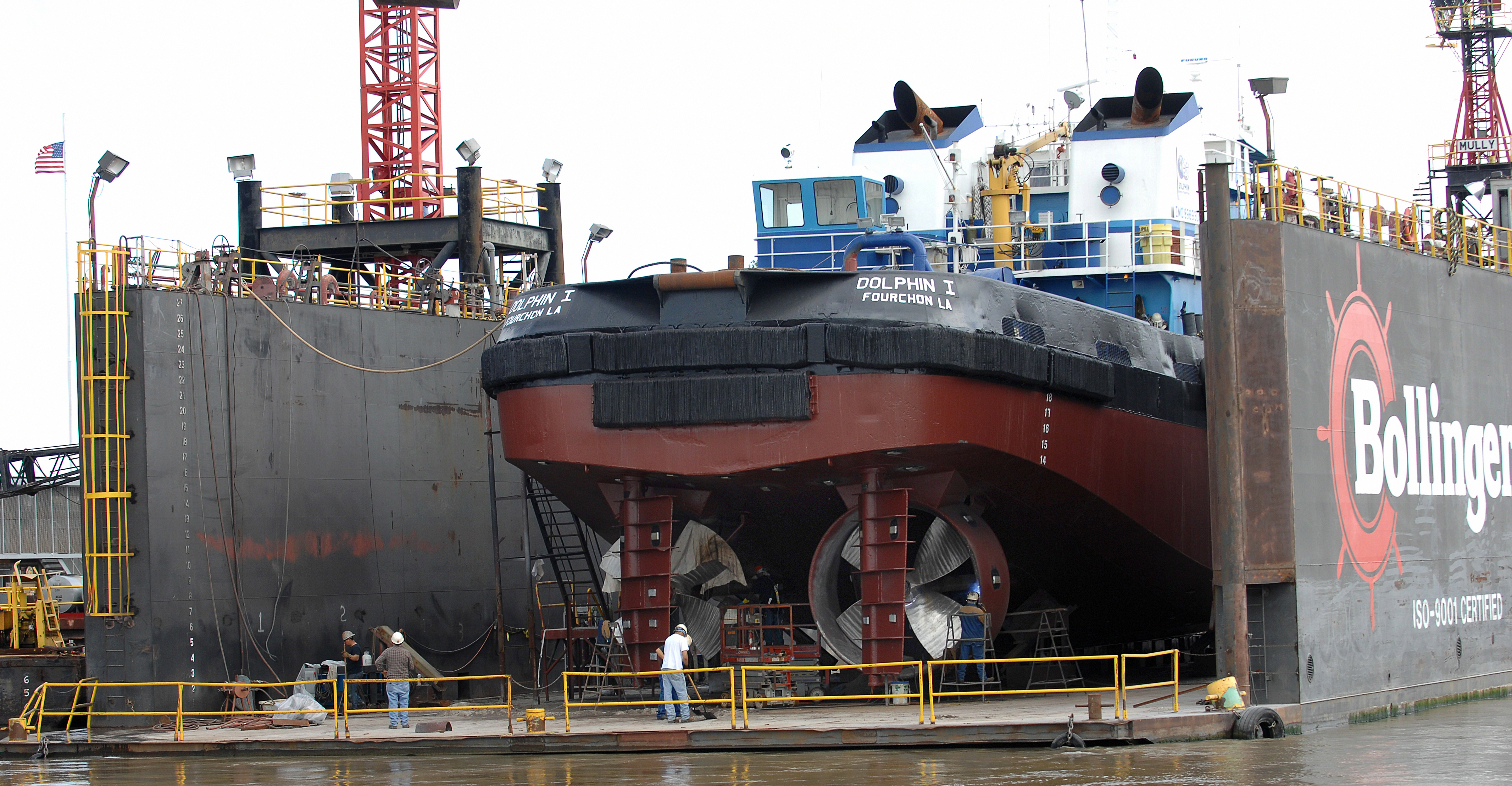
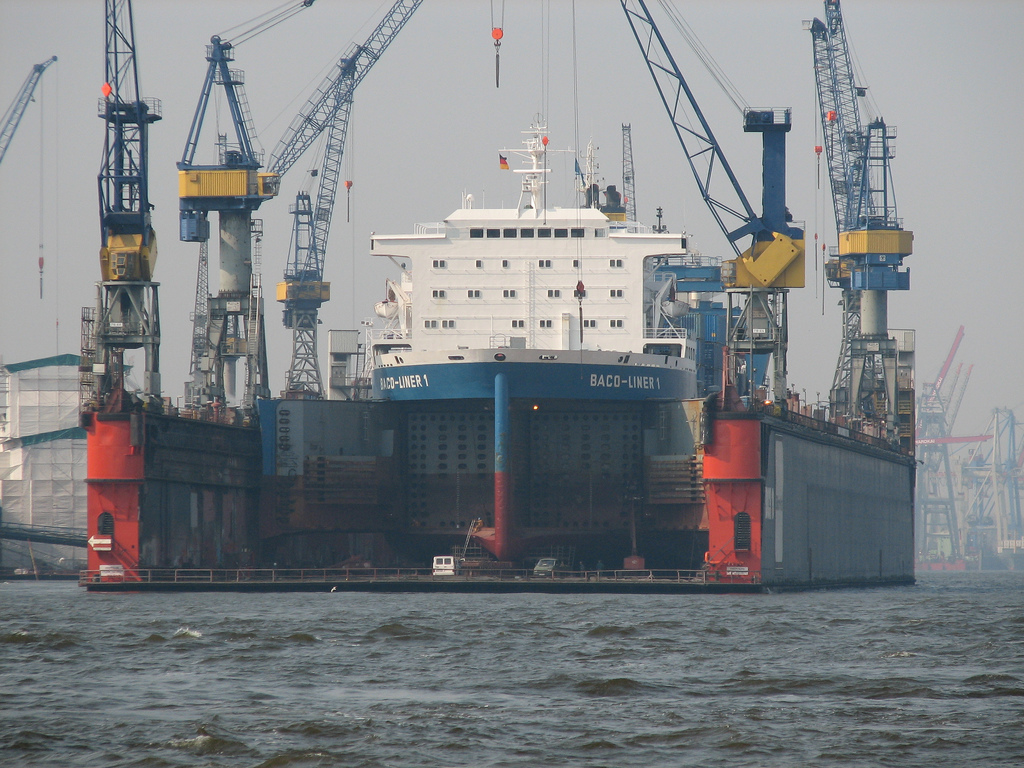
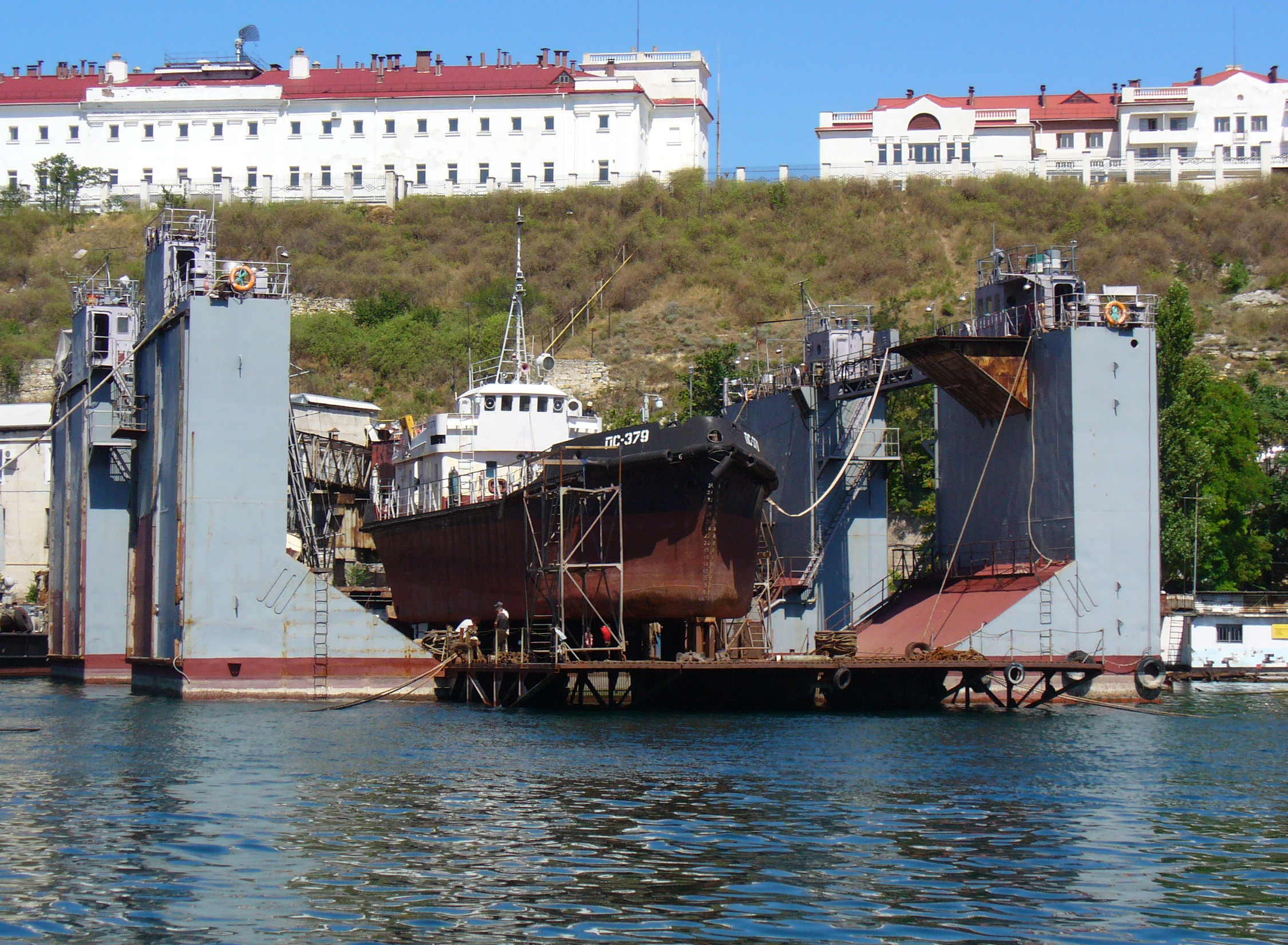
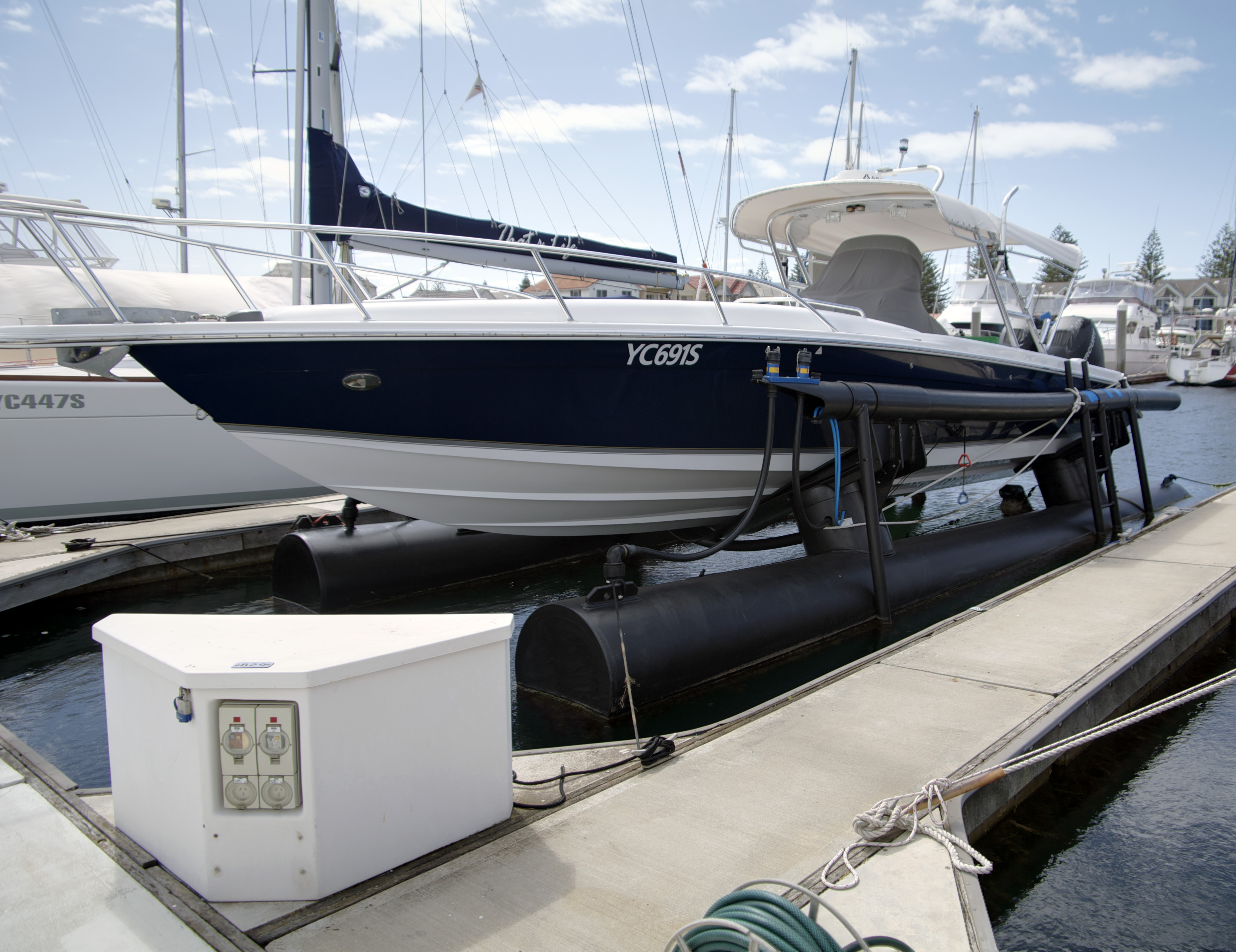
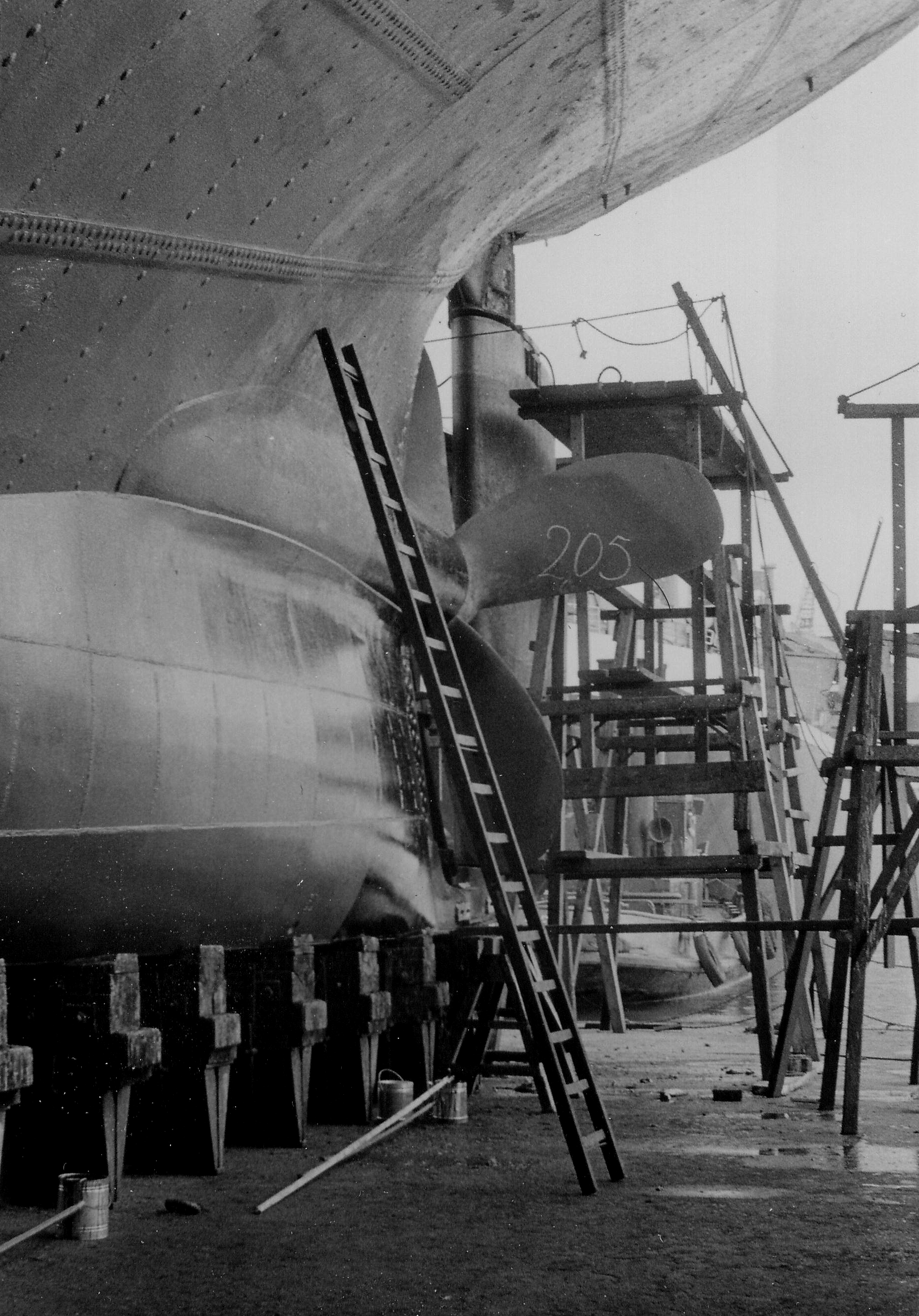